# Chiesa di San Genesio (Thiers)
La chiesa di San Genesio di Thiers (Église Saint-Genès de Thiers in lingua francese) è una chiesa cattolica francese situata a Thiers, nel dipartimento del Puy-de-Dôme. È dedicata a san Genesio di Thiers (detto anche San Genesio di Micene). Dal 1846 è Monumento storico di Francia.

## Storia

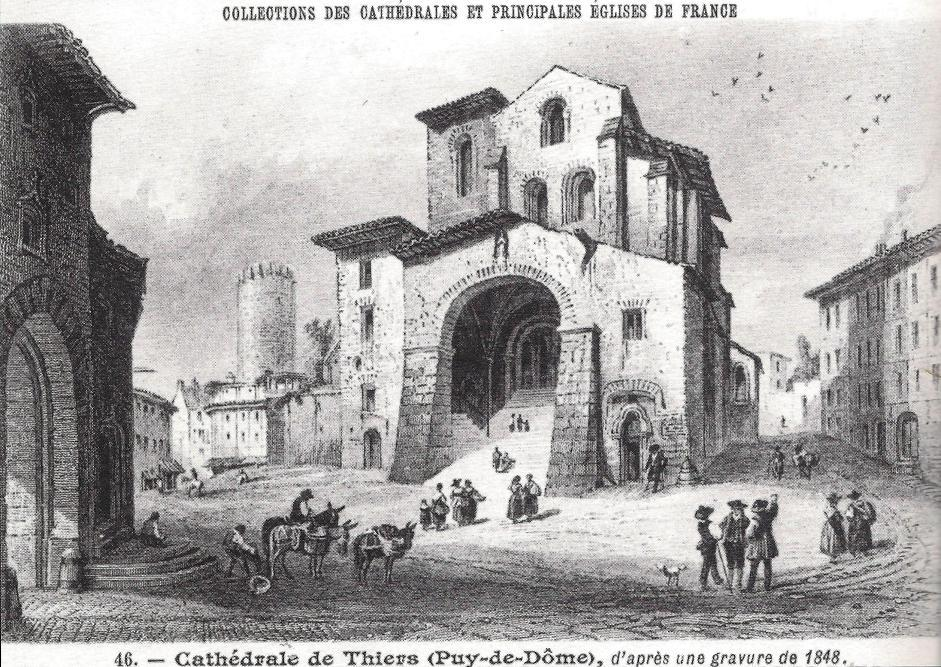
Chiesa di Saint-Genès prima dei lavori del 1860.

### Le origini
L'edificio è dedicato al martire Genesio, un discepolo di san Sirenato, compagno di sant'Austremonio ed evangelizzatore della regione. L'Ufficio del Santo lo dichiara originario di Micene, ma altre fonti lo ritengono nativo della regione.  Secondo la tradizione, riconosciuto come cristiano, sarebbe stato decapitato da un soldato romano su una roccia (oggi chiamata "roccia di san Genesio"), situata nell'attuale cimitero cittadino di San Giovanni.
Nel 575 (o nel 576), Avitius, vescovo di Clermont, fece erigere una Chiesa allora all'esterno dell'agglomerato cittadino. Essa sarebbe stata distrutta come la prima chiesa di Moûtier, durante l'invasione saracena. Secondo Gregorio di Tours si trattava di un edificio molto bello. Frammenti di pavimenti in mosaico, rinvenuti durante i lavori del 1863, avrebbero potuto essere dei reliquari.

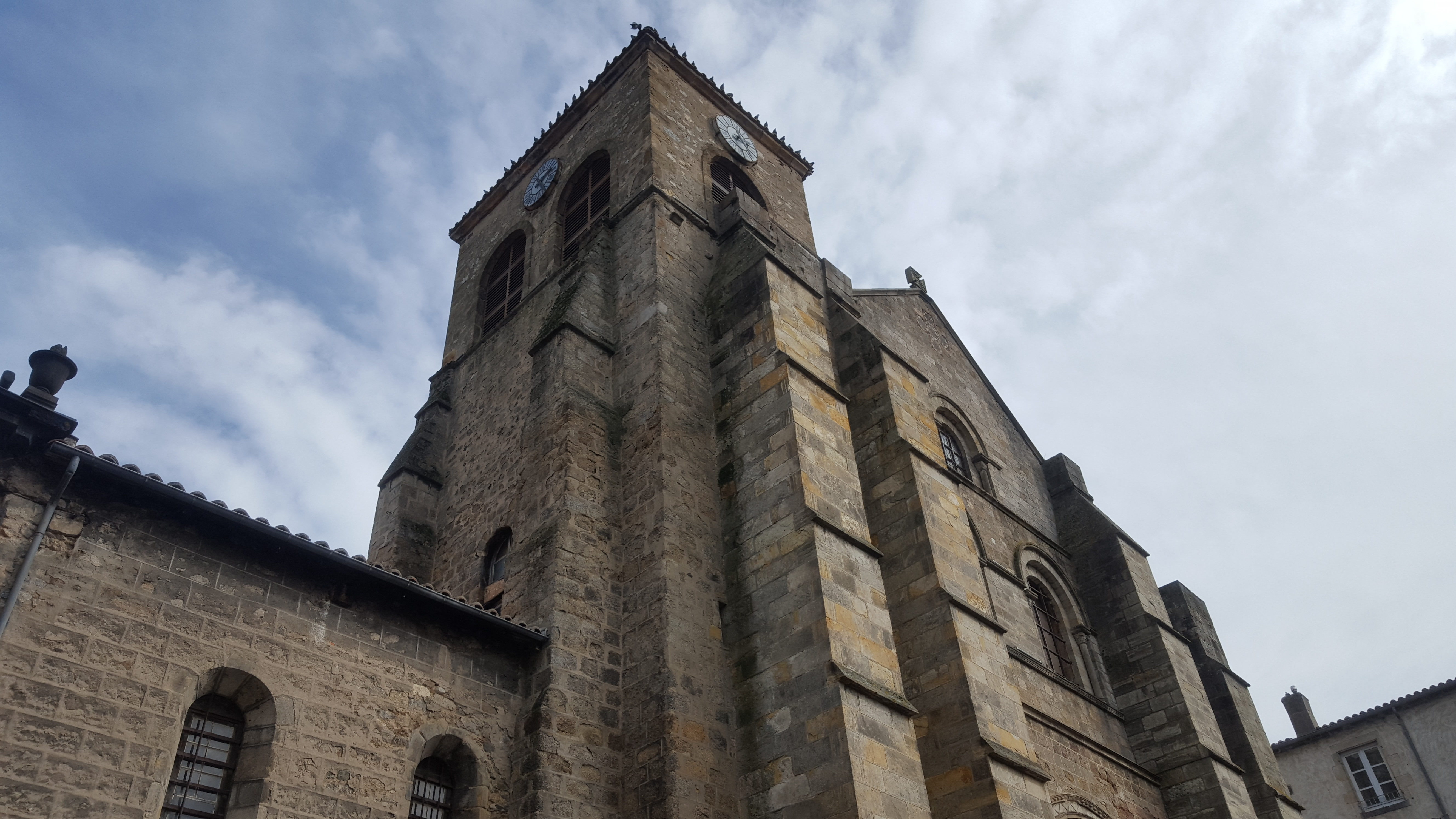
La facciata della chiesa in2017.

### L'edificio attuale
Guido II, signore di Thiers, dopo aver reso all'Abbazia di Moûtier la maggior parte dei beni sottratti dai suoi predecessori, fece erigere una nuova chiesa nella parte alta della città. Istituì quindi il capitolo di San Genesio nel 1016, che s'installò nell'edificio posto a sud della nuova chiesa.
La chiesa attuale risale ai secoli XI e XII. Di stile romanico, i rimaneggiamenti dal XIII al XIX secolo ne hanno alterato profondamente l'aspetto. La facciata occidentale, che il visitatore si trova staccarsi di fronte al centro delle case disposte sul fianco della colina, è stata interamente ricostruita tra il 1860 e il 1863, al momento della installazione dei grandi organi Il portico, che conteneva anche l'ingresso principale, è stato distrutto. Ne è stato ricostruito un altro in pietra di Volvic, a nord, ed è stato costruito un campanile nuovo. La facciata meridionale è invece molto ben conservata, con il suo bell'aspetto di architettura romanica. 

## Architettura
San Genesio è costruita sostanzialmente in arcosa. L'edificio è soprattutto rimarchevole per alcune audacie architettoniche. La cupola ottagonale, che ricopre la crociera del transetto, è la più grande dell'Alvernia, e le volte d'ogiva sostengono una navata della larghezza inusuale di 9,50 metri.. 

### L'interno

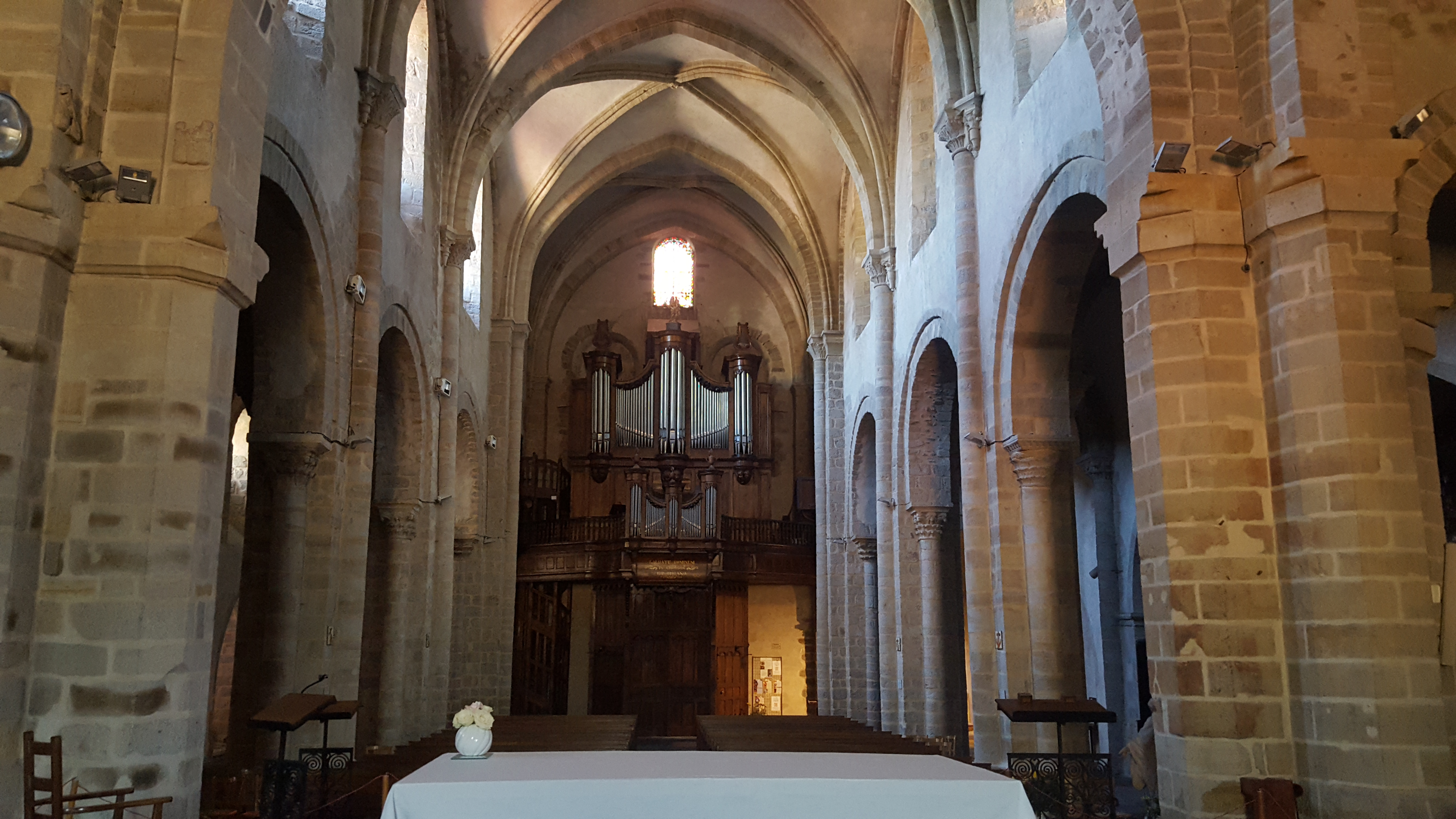
L'interno della chiesa in2017.

I capitelli, di fattura simile a quelli di Moûtier, sono del tutto decorativi. Nella cappella del Santissimo Sacramento, un'edicola è dedicata a sant'Eligio di Noyon, patrono dei metallurgici. Vi si vede un retablo eseguito da Gilles Bouchot nel 1686, su commissione della Confraternita dei coltellinai. Nella cappella dei Defunti, uno stemma indica la sovranità del casato dei Borbone e nella cappella della Vergine, un'iscrizione ricorda il saccheggio della chiesa da parte degli ugonotti del gennaio 1568.
I restauri eseguiti nei secoli XIX e XX hanno consentito di mettere in luce interessanti affreschi murali, fra i quali quello di un Cristo benedicente del XII secolo.